# Formazione dei Magnum
Quella che segue è la lista di tutti i componenti della band hard rock/heavy metal Magnum, dagli esordi fino a oggi.
A partire dal 1975, anno del loro primo tour ufficiale, fino al 2023, il gruppo ha visto presenziare nella formazione 14 membri, e gli unici componenti costanti della band sono stati il cantante Bob Catley e il chitarrista Tony Clarkin.
Negli anni successivi all'uscita dalla band, alcuni musicisti hanno trovato fortuna suonando in altre importanti band: Jeff Glixman (Blackmore's Night), Jim Simpson (UFO) e Harry James (Thunder). 

## Storia
La band, formatasi a Birmingham nel 1973, rimase per alcuni anni sconosciuta, non riuscendo a farsi produrre il primo album.
Dopo aver firmato un contratto con l'etichetta discografica Jet Records nel 1978, il gruppo pubblicò il primo album, Kingdom of Madness nello stesso anno.
Il primo cambiamento significativo nella formazione della band avvenne nel 1984, quando Mark Stanway lasciò il posto a Jeff Glixman, salvo però tornare due anni dopo. Nel 1995 si ebbe l'uscita del membro storico Wally Lowe, sostituito da Al Barrow, il quale, nel 2009, fu a sua volta rimpiazzato da Dennis Ward.
Scioltasi nel 1997, la band si ricostituirà nel 2001 e troverà un assetto stabile a partire dal 2017, con gli innesti di Rick Benton e Lee Morris.

## Formazione

### Attuale
- Bob Catley – voce (1972-1995; 2001-presente)
- Tony Clarkin – chitarra (1972-1995; 2001-2024)
- Rick Benton – tastiere (2017-presente)
- Dennis Ward – basso (2009-presente)
- Lee Morris – batteria (2017-presente)

### Ex membri
- Kex Gorin – batteria (1972-1984; morto nel 2007)
- Wally Lowe – basso, voce (1975-1995)
- Richard Bailey – tastiere (1976-1980)
- Mark Stanway – tastiere (1980-1984; 1986-1995; 2001-2017)
- Jeff Glixman – tastiere (1984-1986)
- Mickey Barker – batteria (1985-1995)
- Jim Simpson – batteria (1985-1988)
- Harry James – batteria (2002-2017)
- Al Barrow – basso (2001-2009)